# مانگ شیا
مانگ(چینی:芒) نهمین فرمانروای اسطوره‌ای دودمان شیا در چین بود که بنا به اسطوره، ۱۸ سال فرمان راند. او را به نام هوانگ(荒) نیز می‌شناسند؛ او در سال رنشن(壬申) برتخت نشست. پس از او شیه شیا به فرمانروایی رسید.